# PFK Turan Tovuz
Turan-T IK (aserbaidschanisch Turan-T İdman Klubu) ist ein aserbaidschanischer Fußballverein aus Tovuz.

## Geschichte
Der Verein wurde 1954 unter dem Namen Mekhsul Tovuz gegründet. Er gehörte 1992 zu den 26 Mannschaften, die nach der Unabhängigkeit des Landes an der neu gegründeten Premyer Liqası teilnahmen. Auf Anhieb wurde man Erster in der einen Vorrundengruppe, konnte die Saison in der Meisterschaftsendrunde jedoch nur als Dritter beenden. Im folgenden Jahr verlor man in der mit neuem Modus ausgetragenen Meisterschaft erst im Halbfinale gegen Qarabağ Ağdam mit 0:1 nach Verlängerung.
1993/94, als erstmals ohne Vorrunde gespielt wurde, gelang der größte Erfolg der Vereinsgeschichte. Mit einem Punkt Vorsprung auf Qarabağ Ağdam wurde Turan aserbaidschanischer Meister und Musa Kurbanov, der Topstürmer der Mannschaft, wurde mit 35 Toren Torschützenkönig. Damit spielte man in der folgenden Saison zum ersten Mal auf internationalem Parkett in der Qualifikation zur Champions League.
Auch in den folgenden Jahren konnte man sich im vorderen Feld platzieren, 2000 entging der Klub jedoch nur knapp dem Abstieg, erst am vorletzten Spieltag gelang es, den Klassenerhalt zu sichern. 2001 landete Turan wieder im sicheren Mittelfeld.
Die Saison 2002 wurde vom aserbaidschanischen Verband annulliert, 2003 wurde gar keine Meisterschaft ausgetragen. Stattdessen nahm man am Turnier anlässlich des 65-jährigen Bestehens von Neftçi Baku teil, schied dabei jedoch sieglos in der Vorrunde aus.
Die erste reguläre Saison 2003/04 nach dem Streit mit dem Landesverband beendete der Klub als Tabellendreizehnter und verhinderte den Abstieg nur, weil man vom Ausschluss von Lokomotiv Imisli und Umid Baki und der folgenden Aufstockung der Liga profitierte.
2004/05 erreichte man den vierten Platz, in der folgenden Saison wurde man Sechster. in den folgenden Jahren konnte man sich stets nur in der zweiten Tabellenhälfte platzieren.
Nachdem der Verein nach 20 Jahren Erstligazugehörigkeit in der Saison 2012/13 in die Birinci Divizionu abgestiegen war, wurde er in Turan-T İK umbenannt.
- Aserbaidschanischer Fußballmeister : 1994

- Aserbaidschanischer Supercupfinalist: 1995

## Vereinsänderungen
- 1954 – Mekhsul Tovuz
- 1990 – Oguz Tovuz
- 1992 – Turan Tovuz PFK
- 2013 – Turan-T İK

## Europapokalbilanz
| Saison  | Wettbewerb | Runde    | Gegner              | Gesamt | Hin     | Rück    |
| ------- | ---------- | -------- | ------------------- | ------ | ------- | ------- |
| 1994/95 | UEFA-Pokal | Vorrunde | Fenerbahçe Istanbul | 0:7    | 0:5 (A) | 0:2 (H) |

Gesamtbilanz: 2 Spiele, 2 Niederlagen, 0:7 Tore (Tordifferenz −7)